# Tomáš Slavík
Tomáš Slavík (Brno, 12 de junio de 1987) es un deportista checo que compite en ciclismo de montaña en la disciplina de campo a través para 4.
Ganó cuatro medallas en el Campeonato Mundial de Ciclismo de Montaña entre los años 2010 y 2021, y dos medallas en el Campeonato Europeo de Ciclismo de Montaña, plata en 2010 y bronce en 2009.

## Medallero internacional
| Campeonato Mundial | Campeonato Mundial           | Campeonato Mundial | Campeonato Mundial    |
| Año                | Lugar                        | Medalla            | Competición           |
| ------------------ | ---------------------------- | ------------------ | --------------------- |
| 2010               | Mont-Sainte-Anne (Canadá)    | Medalla de oro     | Campo a través para 4 |
| 2012               | Leogang/Saalfelden (Austria) | Medalla de bronce  | Campo a través para 4 |
| 2018               | Val di Sole (Italia)         | Medalla de plata   | Campo a través para 4 |
| 2021               | Val di Sole (Italia)         | Medalla de oro     | Campo a través para 4 |
| Campeonato Europeo |                              |                    |                       |
| Año                | Lugar                        | Medalla            | Competición           |
| 2009               | Ajdovščina (Eslovenia)       | Medalla de bronce  | Campo a través para 4 |
| 2010               | Willingen (Alemania)         | Medalla de plata   | Campo a través para 4 |